# Historija
Historija (ili povijesna znanost) je znanstvena disciplina koja proučava prošlu stvarnost odnosno povijest.

## Pojam

### Etimologija
Riječ historija je međunarodnica, potječe iz grčkog jezika odakle je prešla u latinski kao historia, a potom u sve suvremene jezike Europe uključujući hrvatski. U nekim drugim slavenskim jezicima riječ se pojavljuje kao izravna prevedenica grčke inačice odnosno u obliku istorija - npr. История u ruskom ili Историја u srpskom, iako se u oba za prošlu zbilju ponekad koristi i prevedenica povest (hrv. povijest).
Grčki naziv Ιστορία (istoria, istraga ili informacija, spoznaja dobivena istraživanjem, od glagola ἱστορεῖν, istraživati) izvorno nije vezan samo uz prošlost. Pojavljuje se prvi put u 5. stoljeću pr. Kr. kod starogrčkoga pisca Herodota u značenju: znanje, ispitivanje, stečeno ispitivanjem, obavijest, opisivanje i pripovijedanje; posebno je važno značenje toga pojma u smislu dobivanja obavijesti ispitivanjem svjedoka. Herodot i njegovi nasljednici nastojali su sustavnim istraživanjima dobiti objektivnu sliku o stranim narodima i o prošlim događajima.

### Nazivlje
Stručna terminologija na hrvatskom jeziku razlikuje se od one kod većine svjetskih jezika s obzirom na to da za prošlu zbilju i znanost koja proučava istu postoje dva različita naziva - povijest i historija. Nazivi se ponekad u svakodnevnom govoru koriste kao istoznačnice za prošlu zbilju, iako danas uvelike prevladava povijest. U starijoj literaturi (npr. Opća enciklopedija JLZ; Rječnik B. Klaića) primjetno je da naziv historija ima prošireno značenje tj. obuhvaća oba pojma, prilikom čega se primarno odnosi na ukupnost činjenica iz prošlosti, a sekundarno na znanost.
Hrvatski enciklopedijski rječnik (I. izdanje iz 2002.; II. iz 2004. godine) navodi sljedeća primarna značenja:
- povijest - ukupnost prošlih činjenica; prošla stvarnost; predmet bavljenja povjesničara (odgovara latinskoj sintagmi res gestae)[3]
- historija - znanost koja proučava prošlost; rezultat te znanosti tj. ukupnost prosudbi i misli koje se stječu proučavanjem prošlosti (odgovara latinskoj sintagmi historia rerum gestarum)[1]

Sekundarna značenja dvaju naziva upućuju jedan na drugog tj. odnose se na prošlu stvarnost u razgovornom jeziku.
Historiju kao znanost o povijesti ne treba miješati s historiografijom, srodnom znanošću koja podrazumijeva opisivanje prošlosti ljudskog društva prema utvrđenim metodama odnosno proučavanje takvog sadržaja. Naime, historija se u kontekstu znanstvenog obrađivanja ne oslanja isključivo na pisanu građu već i na pomoćne povijesne znanosti, a njeno znanstveno izlaganje također se ne ograničava samo na pisanje već i na stručna usmena predavanja.
Detaljno objašnjenje ove terminološke problematike opisano je u Historijskoj znanosti i Suvremenoj historiografiji, djelima hrvatske povjesničarke M. Gross koja navodi da je hrvatska stručna terminologija usklađena po uzoru na njemačku. Također, istovjetna dioba javlja se u još nekoliko jezika:
| hrvatski:                     | njemački:                              | mađarski:        | islandski: | slovački:                     | esperanto:        | opis:                                                                          |
| ----------------------------- | -------------------------------------- | ---------------- | ---------- | ----------------------------- | ----------------- | ------------------------------------------------------------------------------ |
| povijest                      | Geschichte                             | történelem       | saga       | dejiny                        | historio          | prošla zbilja; ukupnost činjenica iz prošlosti; predmet bavljenja povjesničara |
| historiografija               | Geschichtsschreibung (Historiographie) | historiográfia   | sagnaritun | historiografia (dejepisectvo) | historiografio    | znanstveno opisivanje prošlosti ljudskog društva                               |
| historija (povijesna znanost) | Geschichtswissenschaft                 | történettudomány | sagnfræði  | historická veda               | historioscienco]] | znanost koja proučava prošlost                                                 |

S obzirom na to da se ova terminologija razlikuje od primjerice engleske, francuske, srpske ili ruske, M. Gross spominje razne prigovore, ali istovremeno naglašava da kod navedenih javlja pomutnja zbog višeznačnosti odnosno korištenja istog naziva za dva pojma. Štoviše, autorica samu historiju dodatno razdvaja na (opću) historiju kao svako bavljenje prošlošću, te historijsku znanost kao profesionalno bavljenje spoznavanjem prošlosti temeljem istraživačkih standarda. Kao argumente navodi potrebu strogog pojmovnog razlikovanja u stručnoj nomenklaturi ističući pritom primjere dvoznačnosti izraza među kojima je i sama povijesna znanost (znanost o prošloj zbilji; znanost iz prošlosti).
M. Gross ističe i niz izraza iz hrvatske tradicije koje povjesničari i povijesne osobe općenito koriste od 19. stoljeća: dogodovštine, događajnice, povijest, povjesnica, povjesnik, povjesničar, historija, historik, historičar i historijska znanost. Među navedenim u posljednje je vrijeme u aktivnijoj uporabi naziv povjesnica čije je značenje prema Gross i Hrvatskom enciklopedijskom rječniku višestruko i može podrazumijevati pisanu građu o prošlosti, ali u tradicionalnom smislu povijest i historiografiju.
Određena izdanja kao što su Opća i nacionalna enciklopedija i Hrvatski obiteljski leksikon izbjegavaju terminološke rasprave stavljajući uputnice historije na povijest, no sadržaj članaka se razlikuje - prvi govori o zbilji prošlog vremena, a drugi o znanosti.
Izuzev stručne, razlike između historije i povijesti postoje i u terminologiji marksističke praxis filozofije.

### Suvremena praksa
Naziv historija danas se u hrvatskom jeziku relativno malo koristi iz tri razloga:
- prošla zbilja danas se označava isključivo nazivom povijest, dok historija označava istu samo u bošnjačkom jeziku
- s obzirom na to da se znanost o povijesti uvelike oslanja na pisanu građu, uglavnom se poistovjećuje s historiografijom
- u literaturi se vrlo često javlja njena bliskoznačnica povijesna znanost

Znanstvenike koji se bave historijom nazivamo isključivo povjesničarima. Općenito, naziv historija danas se pojavljuje većinom u stručnoj nomenklaturi zbog potrebe strogog pojmovnog razlikovanja, ali i u pridjevnom obliku sìntagmi kao što su historijska gramatika, historijska fonetika, historijska geografija, itd.

## Povijesni izvori
Izvore koje (u najširem smislu) proučava povijesna znanost (i pomoćne povijesne znanosti) možemo podijeliti na:
- materijalne (svi materijalni ostaci: hramovi, crkve, spomenici...)
- pisane (knjige, razni dokumenti, pisma)
- slikovne (u pećinama, fotografije, na zidovima, na papiru...)
- zvukovne (snimke, noviji izvori: gramofon, magnetofon, CD)
- novije izvore (govori, razne emisije...)
- usmene (priče s koljena na koljeno - najmanje vjerodostojan)

## Podjela
Predmet proučavanja povijesne znanosti mogu biti pojedina geografska područja, narodi ili društvene skupine (npr. povijest Feničana ili Vikinga, povijest Hrvatske, Indoazije ili Turskog carstva. Također to mogu biti i pojedine ljudske djelatnosti (npr. povijest arhitekture, povijest književnosti, povijest umjetnosti, povijest fizike, povijest prirodnih znanosti, povijest sociologije, povijest znanosti i tehnologije, vojna povijest, povijest zemljopisnih otkrića, ekohistorija, gospodarska povijest, povijesna antropologija, povijesna imagologija, povijesna demografija.

## Poveznice
- Povijest
- Popis osnovnih tema iz povijesti
- Instrumentalizacija povijesti

## Vanjske poveznice
- Knjižnični katalog HAZU-a: Povijest[neaktivna poveznica] i Povijesna znanost[neaktivna poveznica]